# شعب ويرني
شعب ويرني: هي مجموعة عرقية في جبال النوبة في ولاية جنوب كردفان في السودان، يتحدثون لغة ويرني، وهي لغة من لغات النيجر والكونغو، من المحتمل أن يكون عدد سكان هذه المجموعة عدة آلاف.